# Теняков, Темей
Теме́й Теняко́в (чув. Теняк Темейĕ; конец XVI века — первая половина XVII века) — последний чувашский князь, имя которого зафиксировано в письменных источниках. Неоднократно упоминается в документах 1620-х годов, а также в исторических преданиях чувашей. 

## Исторический контекст
Чувашская феодальная элита, сложившаяся в период Казанского ханства, прекратила существование вскоре после вхождения Чувашского края в состав Русского государства. Значительная её часть была уничтожена ещё в военных столкновениях, сопровождавших присоединение Поволжья к России (1545—1552), и в последовавших за ним восстаниях (1552—1585). Представители чувашской знати, пережившие эти события, став вассалами русского царя, в короткий срок лишились своего положения, а их место заняли пришлые русские феодалы.
В XVII веке еще сохранялась прослойка мелких и средних чувашских феодалов: десятников (чув. вунпÿ), сотников (çĕрпÿ) и тарханов (турхан). По статусу они приравнивались к мелким и средним служилым людям. Единственный в это время чувашский владетель, упоминающийся в русских источниках как «князь», то есть представитель высшего звена традиционной чувашской аристократии, - это Темей Теняков. В чувашской феодальной системе он носил титул пю (чув. пÿ — эквивалент титула бей, бек у других тюркских народов).

## Письменные свидетельства
Согласно документам, 12 мая 1625 года чувашский князь Темей Теняков «с товарыщи» получил от чебоксарского воеводы Н. П. Лихарева во владение поля по речке Малой Аутле (ныне в Ибресинском районе Чувашии). При этом указывается, что Теняков исполнял обязанности сотника в Шерданской волости Чебоксарского уезда. Его резиденция находилась в деревне Бьюкасы (чув. Пÿкасси — букв. «княжеская деревня»), известной теперь как Большое Князь-Теняково (в Чебоксарском районе). В течение XVII века выходцы из Большого Князь-Тенякова основали неподалеку деревню Хорамалы, откуда, в свою очередь, берёт начало деревня Малые Кармалы Ибресинского района.
В другом, более раннем документе от 1621 года говорится о том, что князь Темей Теняков стал посредником в споре по поводу рыбных угодий на Волге, который затеяли Чебоксарский Троицкий монастырь и козьмодемьянские стрельцы. Выступая в связи с этим в Чебоксарской приказной избе, Темей поддержал претензии монастыря.

## Исторические предания
Чувашские предания также помещают резиденцию Темея в деревню Большое Князь-Теняково. В тексте, записанном в 1969 году в соседней деревне Начар-Чемурша (ныне в составе деревни Синьялы Чебоксарского района) Темей предстает жестоким и жадным владетелем, который отнимал у крестьян земли. В старину в Начар-Чемурше жили не только чуваши, но и татары, однако в результате злодеяний Темея последние покинули деревню. Многие из чувашей также сбежали, переселившись в деревню Шакулово (ныне село в Канашском районе). В итоге в Начар-Чемурше остались всего семеро бедняков (чув. начар), что отразилось в названии деревни.

## Образ в литературе
В книге писателя Юхмы Мишши «Древние чуваши» выведен образ Темея как предателя чувашского народа, который перешёл на службу к русским властям в период, когда Чувашский край был охвачен антимосковскими восстаниями. Однако через некоторое время Темей раскаялся и присоединился к чувашским повстанцам. Собрав большую армию, он взял Цивильск и повёл войска на Свияжк, но был взят русскими в плен. В цепях его привезли в Москву к русскому царю. Дальнейшая его судьба остается неизвестной.